# 塞多夫屈興湖

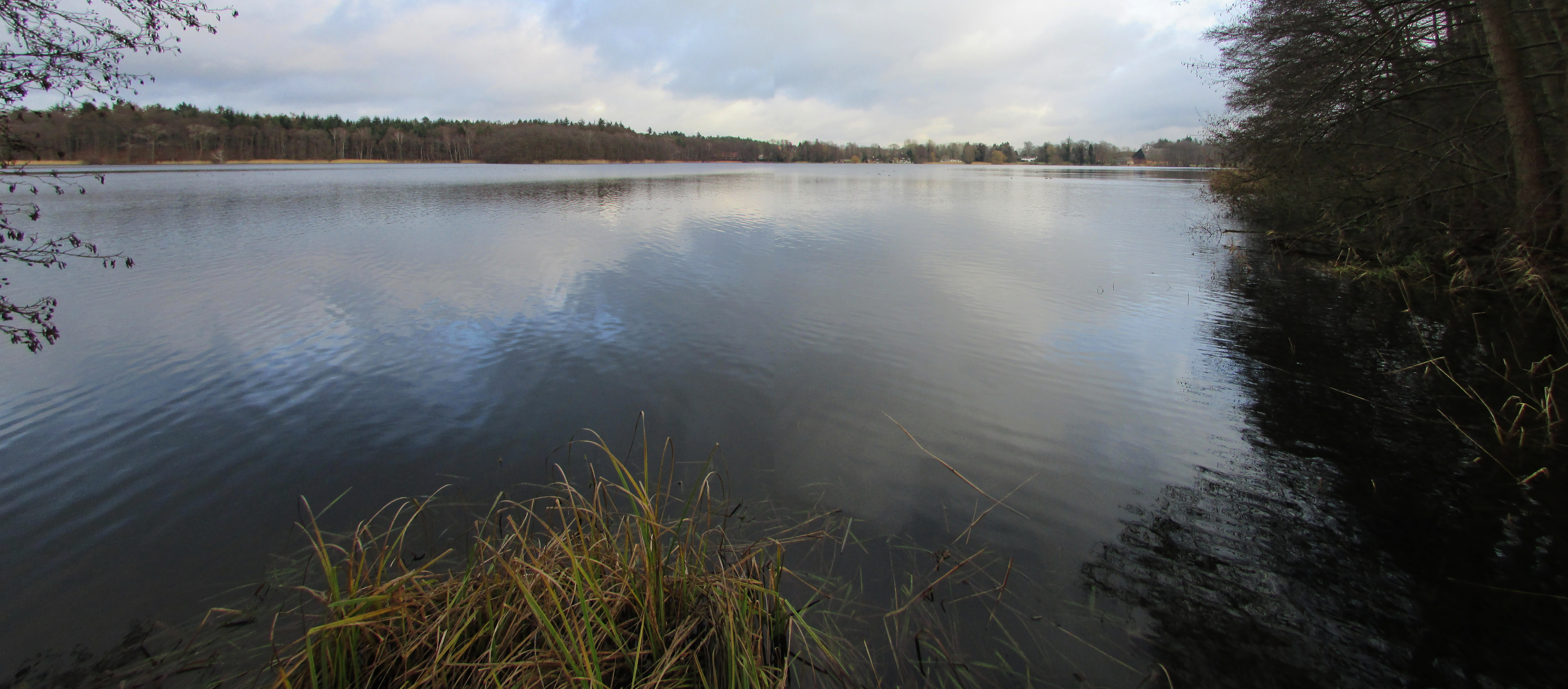

53°37′27″N 10°51′49″E / 53.6242°N 10.8635°E
塞多夫屈興湖（德語：Seedorfer Küchensee），是德國的湖泊，位於該國北部石勒蘇益格-荷爾斯泰因州，由勞恩堡縣負責管轄，面積0.43平方公里，平均水深4米，最大水深6米，湖岸線長度4公里。